# Dolichoderus gurnetensis
Dolichoderus gurnetensis är en myrart som beskrevs av Horace Donisthorpe 1920. Dolichoderus gurnetensis ingår i släktet Dolichoderus och familjen myror. Inga underarter finns listade i Catalogue of Life.